# La Chute d'Icare (Alix)
Pour l’article homonyme, voir La Chute d'Icare.
La Chute d'Icare est le vingt-deuxième album de la série Alix, écrite par Jacques Martin et dessinée entièrement pour la deuxième fois par Rafael Morales et Marc Henniquiau. Publié le 1er novembre 2001 et tiré à 130 000 exemplaires, il est édité par Casterman. Sa publication intervient cinquante-trois ans après le premier album de la série, Alix l'intrépide.